# پتکیم
پتکیم (به ترکی استانبولی: Petkim) شرکت صنایع پتروشیمی ترکیه‌ای است، که در زمینه تولید اتیلن، ترموپلاستیک، پلی وینیل کلراید، پلی‌پروپیلن، بنزن، تولوئن، وینیل کلرید و آروماتیک‌ها، فعالیت می‌کند.
شرکت پتکیم در سال ۱۹۶۵ توسط شرکت نفت ترکیه تأسیس شد و در حال حاضر دارای ۱۴ کارخانه تولیدی در ترکیه می‌باشد.
دفتر مرکزی این شرکت در شهر علیاگا، استان ازمیر قرار دارد و بخشی از سهام آن در بازار بورس استانبول معامله می‌شود. شرکت سوکار هم‌اکنون با در اختیار داشتن ۸۱ درصد از سهام پتکیم، مالک اصلی آن به‌شمار می‌آید.